# Gương chính

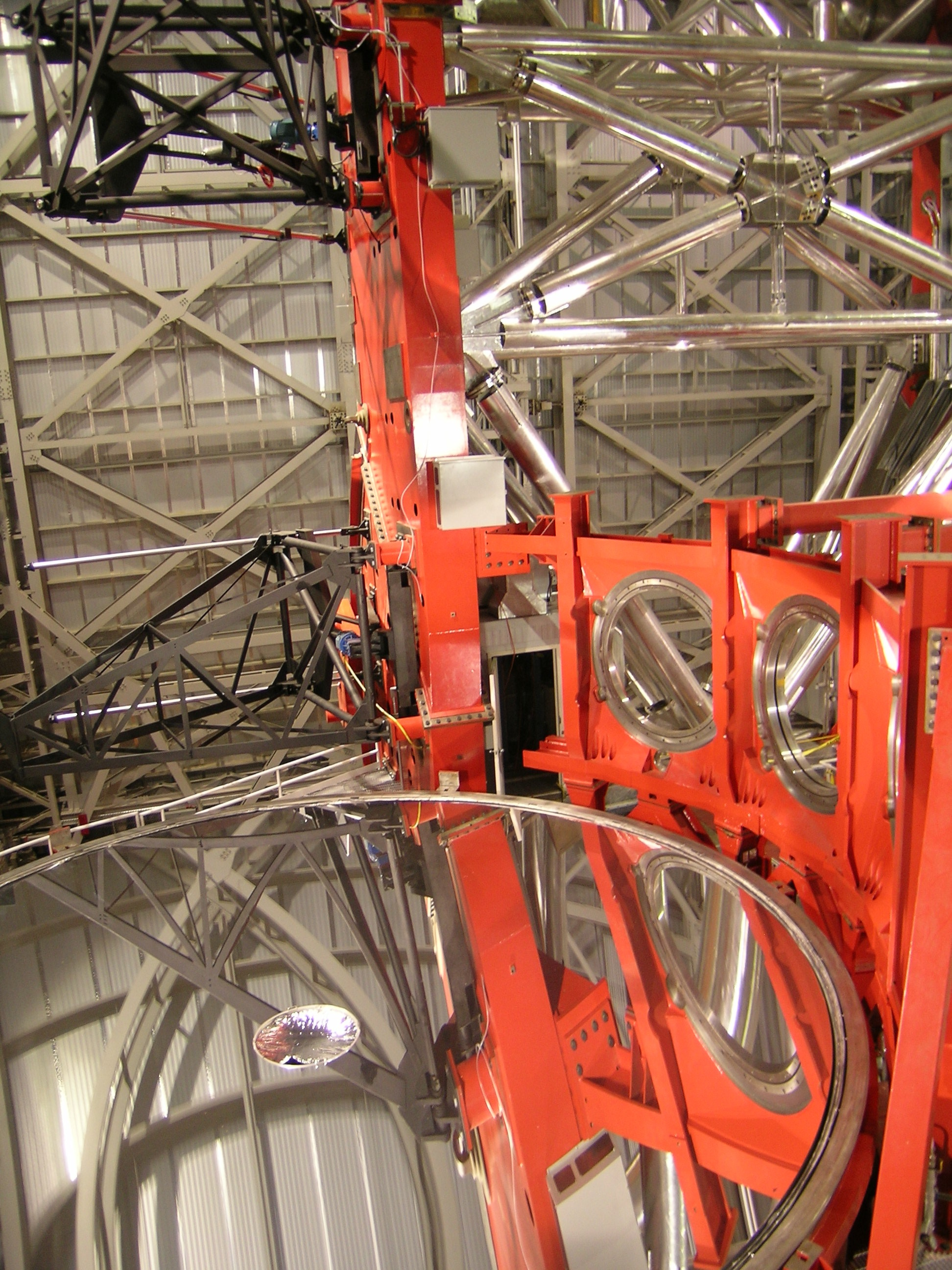
Chiếc gương không phân đoạn lớn nhất trong kính viễn vọng quang học năm 2009, một trong hai chiếc gương của Kính viễn vọng hai mắt lớn

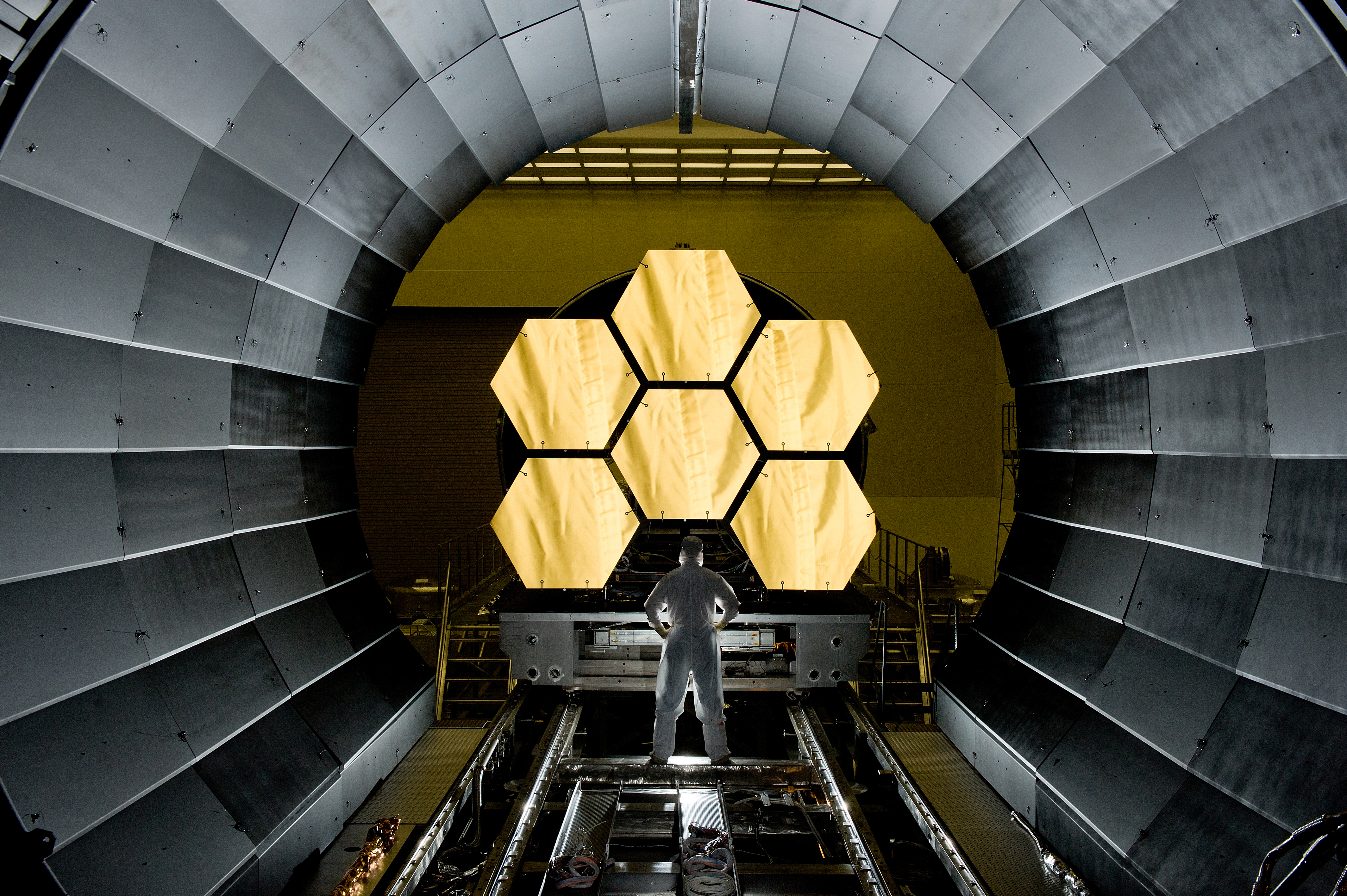
Sáu trong số các gương chính của Kính viễn vọng Không gian James Webb đang được chuẩn bị để thử nghiệm chấp nhận

Một gương chính là mặt gương nhận ánh sáng chính (các mục tiêu) của một kính viễn vọng phản xạ.

## Mô tả
Gương chính của kính viễn vọng phản xạ là một đĩa hình cầu hoặc hình parabol của kim loại phản chiếu được đánh bóng, hoặc trong các kính viễn vọng, kính hoặc vật liệu khác sau đó được phủ một lớp phản chiếu. Một trong những kính viễn vọng phản xạ đầu tiên được biết đến, gương phản xạ của Newton năm 1668, đã sử dụng gương 3.3 cm kim loại đánh bóng  làm gương chính. Thay đổi lớn tiếp theo là sử dụng bạc trên thủy tinh chứ không phải kim loại, trong thế kỷ 19 như vậy là với gương phản xạ Crossley. Điều này đã được thay đổi thành nhôm lắng chân không trên kính, được sử dụng trên kính viễn vọng Hale 200 inch.
Gương chính nguyên khối phải duy trì trọng lượng riêng và không bị biến dạng dưới trọng lực, điều này giới hạn kích thước tối đa cho gương chính một mảnh.
Các cấu hình gương phân đoạn được sử dụng để vượt qua giới hạn kích thước trên các gương chính đơn. Ví dụ, Kính thiên văn Giant Magellan có bảy gương chính dài 8.4 mét, với công suất phân giải tương đương với khẩu độ quang 24,5 m (80,4 ft).

## Gương chính tốt nhất

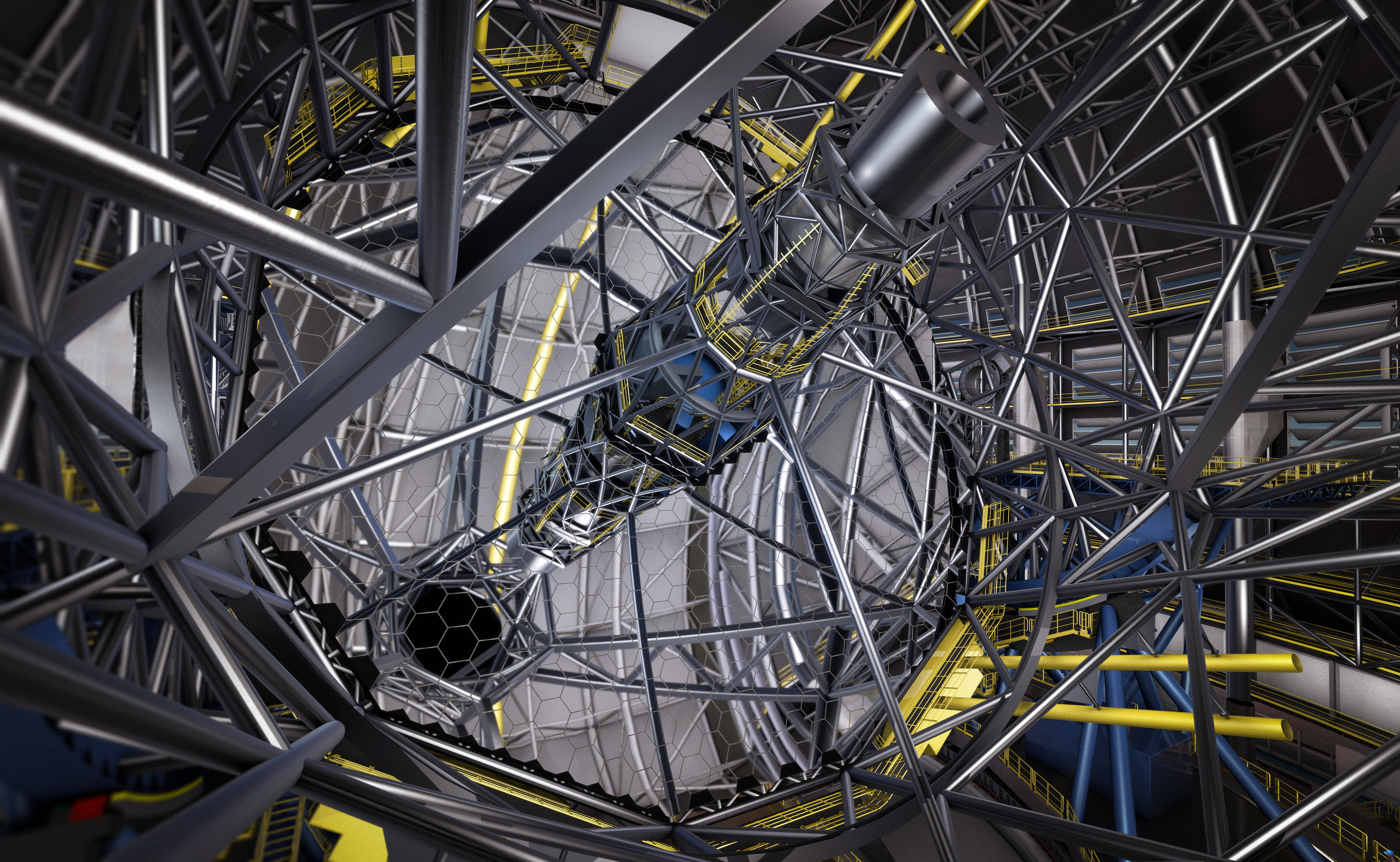
Hình ảnh giả lập của gương chính của ELT.

Kính viễn vọng quang học lớn nhất thế giới tính đến năm 2009 sử dụng gương đơn không phân đoạn làm gương chính của nó là Kính viễn vọng Subaru của Đài thiên văn Quốc gia Nhật Bản, đặt tại Đài thiên văn Mauna Kea trên đảo Hawaii từ năm 1997 với gương chính 8.2m; tuy nhiên, đây không phải là gương đơn có đường kính lớn nhất trong kính viễn vọng, Kính thiên văn hai mắt lớn của Mỹ / Đức / Ý có hai 8.4   m (27,6   ft) gương (có thể được sử dụng cùng nhau cho chế độ giao thoa kế). Cả hai đều nhỏ hơn gương chính phân đoạn 10 m trên hai kính viễn vọng Keck. Kính thiên văn vũ trụ Hubble có gương chính 2.4m.